# متتالية كوشي
في الرياضيات، متتالية كوشي (بالإنجليزية: Cauchy sequence)‏ هي متتالية عناصرها تقترب من بعضها البعض عندما يكبر حد هذه المتتالية.
هي من المواضيع المهمة في مجال التحليل. تستخدم من أجل تحديد تمام فضاء ما من عدمه. سميت هكذا نسبة إلى عالم الرياضيات الفرنسي أوغستين لوي كوشي.
يعرف كوشي تلك المتتاليات كالآتي: أنه إذا اُختير أي عدد حقيقي ε أكبر تماما من الصفر (ε > 0) واشتُرط قيمةً مطلقةً قصوى للفرق بين {\displaystyle X_{p}} و{\displaystyle X_{q}} حيث {\displaystyle X_{i}} هي حدود المتتالية فانه يمكن إيجاد رتبة n تحقق هذا الشرط لمجرد تجاوز كل من العددين الصحيحين الطبيعيين q و p لهذه الرتبة.
أي بمعنى آخر أن حدود المتتالية تقترب من بعضها. أي أنه لو رسمنا مثلا حدود المتتالية على مستقيم فإن هذه النقاط تقترب من بعضها كلما كبُر n.
يسمى فضاء ما فضاء كاملا إذا كانت كل متتالية من متتاليات كوشي من هذا الفضاء تنتهي إلى عنصر من عناصر هذا الفضاء.

## الصيغة الرياضية
يُقال عن المتتالية العددية {\displaystyle \{u_{n}\}} أنها متتالية كوشي إذا وفقط إذا تحقق :
{\displaystyle \forall \epsilon >0\ \exists \ N_{\epsilon }\in N^{*}:\forall m,n\geq N_{\epsilon }\Rightarrow \mid x_{m}-x_{n}\mid <\epsilon }
بتعبير آخر، كلما صغر العدد {\displaystyle {\epsilon }}، وُجد عدد طبيعي N، حيث كلما كان m و n أكبر من N، توفر ما يلي
{\displaystyle \mid x_{m}-x_{n}\mid <\epsilon }

## الاكتمال
يُقال عن فضاء متري (X, d) حيث كل متتالية لكوشي فيه تتقارب نحو نهاية تنتمي إلى X، أنه فضاء كامل.

### مثال مضاد: الأعداد الجذرية
انظر إلى طرق حساب الجذر التربيعي عند البابليين.

## تعميمات

### في فضاء متجهي طوبولوجي
انظر إلى فضاء متجهي طوبولوجي.

### في زمرة طوبولوجية
انظر إلى زمرة طوبولوجية.

### في الزمر
انظر إلى زمرة جزئية نظامية.